# Catherine de Rumine
Catherine de Rumine, née en 1818 et morte en mai 1867, est une Vaudoise d’adoption d’origine russe et ayant vécu à Lausanne.
Elle reçoit avec son fils Gabriel de Rumine, la bourgeoisie d'honneur de la ville pour la création du Musée industriel en 1862.

## Biographie
La princesse Catherine de Schakowskoy épouse le prince Basile de Rumine (ru) en 1839 et le suit en Europe[réf. souhaitée]. Le couple noble s’établit à Lausanne en 1840 et leur fils, Gabriel de Rumine nait l'année suivante. Ils font construire une maison, « l'Églantine » en 1844. Veuve en 1848, Catherine de Rumine refuse de rentrer à Moscou malgré les sollicitations du tsar et mène à Lausanne une vie occupée par son fils Gabriel et ses activités sociales et charitables[réf. souhaitée]. 
Elle accueil un orphelin, Marc Dufour, dans sa maison pour tenir compagnie à son fils. Les deux suivent la même scolarité à Lausanne et sont amis. 
Son intérêt pour les sciences et leur diffusion populaire, l’amène à concevoir et à faire construire, avec l’aide du précepteur de son fils, Charles-Théophile Gaudin, le Musée industriel en 1862, rue Chaucrau. Celui-ci est centré sur les productions humaines, leurs matériaux et leur ingéniosité, lieu de conférences publiques et populaires. La création du Musée industriel, dont elle a vraisemblablement approuvé toutes les décisions, lui vaut de recevoir avec son fils la bourgeoisie de Lausanne en 1862. 
Lorsque le catalogue du musée est interrompu en 1867, il dénombre alors 5177 object. Catherine de Rumine est la deuxième plus grande donatrice derrière Gaudin, avec 420 dons et achats. Elle donne aussi au musée cantonal. Catherine de Rumine soutient aussi l’Asile des aveugles de Lausanne, fondé par William Haldimand[réf. souhaitée]. 
Elle réalise par exemple, entre le 30 juin et le 16 juillet 1863, un voyage avec Charles-Théophile Gaudin autours de Naples et en Sicile, dont ils rapportent des objets. Au delà de son philantropisme, Catherine de Rumine participe aussi à des fouilles et des publications scientifiques.  
Elle meurt en mai 1867 et lègue le musée à la ville de Lausanne en plaçant son fils à la direction. Le Musée industriel est déménagé en 1908 dans le Palais de Rumine, construit grâce au lègue de Gabriel de Rumine. 
La ville donne son nom à une avenue du quartier où se trouvait la villa de l’Églantine[réf. souhaitée].
Son nom fut donné, en 1858, par le botaniste italien Filippo Parlatore, au genre botanique Acis, qu'il désignait sous le nom de Ruminia.